# Corme-Écluse
Corme-Écluse ist eine westfranzösische Gemeinde mit 1278 Einwohnern (Stand 1. Januar 2022) im Département Charente-Maritime in der Region Nouvelle-Aquitaine.

## Lage
Der Ort liegt in der Saintonge etwa 27 Kilometer (Fahrtstrecke) südwestlich von Saintes bzw. etwa 20 Kilometer östlich der Gironde-Mündung bei Royan. Der Hauptort des Kantons, Saujon, liegt nur etwa 7 Kilometer nordwestlich; die beiden Nachbargemeinden Rétaud und Rioux sind jeweils etwa 15 Kilometer in nordöstlicher bzw. östlicher Richtung entfernt.

## Bevölkerungsentwicklung
| Jahr      | 1968 | 1975 | 1982 | 1990 | 1999 | 2006 | 2016 | 2019 |
| Einwohner | 627  | 598  | 651  | 686  | 758  | 957  | 1111 | 1127 |

## Wirtschaft
Landwirtschaft und Weinbau bestimmen seit Jahrhunderten das Wirtschaftsleben des Ortes. Seit den 1980er Jahren ist der Tourismus (Vermietung von Ferienwohnungen) als Einnahmequelle hinzugekommen.

## Geschichte
Über die Geschichte von Corme-Écluse ist so gut wie nichts bekannt bzw. publiziert. Es ist jedoch überliefert, dass die aufwendig gestaltete mittelalterliche Kirche zu einem Priorat der Abbaye aux Dames in Saintes gehörte. Dieses bildete dann in den folgenden Jahrhunderten den Kristallisationskern für die weitere Entwicklung des Ortes.
Während der deutschen Besetzung Frankreich während des Zweiten Weltkriegs existierte hier ein 1943/44 von der Luftwaffe genutzter Feldflugplatz. Hier lag von Ende September 1943 bis Mitte Januar 1944 die 4. Staffel der Ergänzungs-Jagdgruppe West und war im folgenden Sommer nach Beginn der alliierte Invasion in der Normandie Basis von Ju 88. Zwei Staffeln der I. Gruppe des Zerstörergeschwader 1 waren hier von Mitte Juni bis Mitte Juli 1944 stationiert und hinzu kam in der zweiten Junihälfte noch die 3. Staffel der Aufklärungsgruppe 123. Heute existiert südlich des Ortes lediglich noch ein Ultraleicht-Fluggelände.

## Sehenswürdigkeiten

### Sonstige
- Von den Konvents-Gebäuden eines ehemaligen Dominikaner-Klosters hat sich nicht erhalten.
- Südlich des Ortes stehen eine restaurierte Windmühle (Moulin de la Motte de Pons) sowie ein Unterstand aus Trockenmauerwerk (gabirotte).